# Britt-Marie a fost aici
Britt-Marie a fost aici (în suedeză Britt-Marie var här) este a patra carte a editorialistului, bloggerului și scriitorului suedez Fredrik Backman. Romanul a fost publicat inițial în 2014, iar ulterior a fost tradus în engleză și publicat la 3 mai 2016. În limba română a fost tradus de Andreea Caleman și a apărut în 2021 la Editura Art în colecția Musai.
Personajul principal, Britt-Marie, a fost prezentat în cea de-a treia carte a lui Backman, Bunica mi-a zis să-ți spun că-i pare rău. Romanul a fost, de asemenea, adaptat într-un film cu același titlu, cu Pernilla August în rolul principal și regizat de Tuva Novotny.
Britt-Marie a trăit cu același om de zeci de ani și nu a avut un loc de muncă în 40 de ani. Când într-o zi descoperă că acesta are de mult timp o aventură cu o altă femeie, ea decide să-l părăsească. Când încearcă însă să găsească un loc de muncă, își dă seama că unei femei de 60 de ani care nu a muncit în 40 de ani îi este greu să-și găsească de lucru. Cu toate acestea, ea ajunge la un centru de recreere într-o comunitate mică numită "Borg". Acolo întâlnește tot felul de personalități și provocări.

## Rezumat
Intriga romanului se concentrează pe o femeie „nag-hag” care și-a părăsit recent soțul care o înșela și și-a găsit un loc de muncă în orașul Borg, lucrând la centrul de recreere. Orașul este mai mult pustiu, cu doar o pizzerie și o florărie deschise. Acolo, Britt-Marie se trezește responsabilă pentru un grup de copii dintr-o zonă săracă a orașului, care are nevoie de renovare. 
Soțul ei, Kent, și noul ei interes romantic, Sven, concurează pentru atenția ei. Sami, Vega și Omar contestă noțiunea de viață tipică de acasă. Cineva, un alcoolic de 40 de ani, conduce centrul orașului din pizzeria locală și ocazional se amestecă în vânzarea de bunuri ilegale.

## Recepție
Kirkus Reviews a considerat că romanul provoacă un sentiment, „neplăcut și artificial, ceea ce cărțile anterioare au evitat cu strictețe.”
Ani Johnson de la Bookbag, pe de altă parte, a acordat cărții cinci stele în timp ce a adăugat că „acesta este un roman care merită multe, multe altele”. Johnson l-a lăudat și pe autor „care înțelege oamenii și urmărește îndeaproape societatea”.

## Adaptări
O adaptare cinematografică, cu Pernilla August în rolul principal și regizat de Tuva Novotny, a avut premiera în 2019.